# Wierchniednieprowskij
Wierchniednieprowskij – osiedle typu miejskiego w Rosji, położone w obwodzie smoleńskim w rejonie dorohobuskim, jak wskazuje nazwa nad górnym Dnieprem.  13,2 tys. mieszkańców (2010).